# Focke-Wulf W 7
Die Focke-Wulf W 7 war ein als Einzelexemplar gefertigtes Flugzeugmuster der Focke-Wulf Werke eines bordgestützten Seeaufklärer.

## Entwicklung
Das Reichswehrministerium (RWM) und das Reichsverkehrsministerium (RVM) stellten zur Jahreswende 1928/29 Überlegungen für einen katapultfähigen, einmotorigen Bordaufklärer an. Aufgrund geringer monetärer Spielräume in den Haushalten 1929–1933 sollte der Entwurf auch als leichter Bomber und für Verbindungs- und Schulaufgaben eingesetzt werden können. Im Reichsmarineamt wurden die RWM-/RVM-Studien für dieses einmotorige Seeflugzeug dann um einen einsatznahen Forderungskatalog ergänzt:
1. Höchstgeschwindigkeit 235 km/h
2. Reichweite 1100 km
3. Flugdauer 5 Stunden
4. Erreichen von 3000 m Flughöhe in 10 Minuten
5. Seefähigkeit bis Seegang 4–5
6. Doppelsitzer (Flugzeugführer und Beobachter)

Auf den Forderungskatalog reagierten die Ernst Heinkel Flugzeugwerke in Rostock-Warnemünde. Die Zentrale Konstruktionsabteilung unter Reinhold Mewes verkleinerte den Entwurf des zweimotorigen Mehrzweckflugzeugs Heinkel HD 59 und schuf ein einmotoriges Muster mit flüssigkeitsgekühlten Reihenzwölfzylinder BMW VI 6,0 ZU mit 660 PS / 486 kW Startleistung: die Heinkel HD 60 (später: He 60).
Einen weiteren Entwurf reichten die Focke-Wulf-Flugzeugwerke ein, obschon Henrich Focke kein allzu großes Interesse an der Ausschreibung hatte. Kurz bevor die Ausschreibung in Bremen eintraf, war der Ingenieur Hans Herrmann vom Udet Flugzeugbau zu Focke-Wulf gewechselt. Focke betraute den neuen Mann eher unwillig mit den Arbeiten. Hans Herrmann überzeugte die Konstruktionsabteilung in Bremen von einem konventionellen Doppeldecker mit Schwimmwerk. Die Besonderheit am Bordaufklärer Focke-Wulf W 7 waren gefederte hintere Schwimmerstreben, um auf die Flugzeugzelle wirkenden Stöße beim Rollen im Wasser abzufangen. Damit sollte bis Seegang 5 geflogen werden können. Die Unwägbarkeiten dieser revolutionären Idee und die Tatsache, dass man bei Heinkel einfach einen vorhandenen Entwurf verkleinerte, um Zeit zu sparen, wirkten sich negativ für Focke-Wulf aus. Der Stoßdämpfer musste erst entwickelt werden. Für Heinkel ein Glücksfall: Im August 1930 ging die HD 60 (W.Nr. 380, D-2157), drei Monate später die HD 60 a (W.Nr. 381, D-2176) bei der E-Stelle (See) in Travemünde in die Erprobung. Zwar stürzte Karl Wiborg am 16. Dezember 1931 mit der HD 60 a auf dem Vorfeld von Travemünde tödlich ab und im Sommer 1932 brach bei der HD 60 das Getriebegehäuse des BMW-VI-Motors, doch hatte sich die Heinkel bis zu diesen Ereignissen aber insgesamt überzeugend präsentiert.
Im Sommer 1932 gelang auch der Erstflug der Focke-Wulf W 7 (Werknummer 116, D-2216) unter Hans Herrmann. Er endete in einer Enttäuschung: die Steuerung um alle Achsen blieb aufgrund der verwendeten Steuerseile mangelbehaftet. Focke-Wulf musste nachbessern, die Überstellung der W 7 an die Erprobungsstelle See verzögerte sich. Obwohl die W 7 den gleichen Motor wie die HD 60 bzw. die HD 60 a benutzte, hatte man sich bei Focke-Wulf für eine höhere Verdichtung entschieden und den BMW VI 6,3 ZU statt des BMW VI 6,0 ZU eingebaut. Dieser trieb einen hölzernen Vierblattpropeller an. Mit ihren Konkurrentinnen teilte sich die W 7 die Höchstgeschwindigkeit von ca. 240 km/h und die Landegeschwindigkeit von 90 km/h. Der Entwurf war unbewaffnet, die Installation von Maschinengewehren sMG 08/15 aus Reichswehrbeständen als starre Schusswaffe für den Flugzeugführer bzw. als bewegliche Waffe für den Beobachter war planerisch berücksichtigt, aber nicht realisiert worden.
Als die W 7 endlich die nötige Übergabereife erreicht hatte, war so viel Zeit vergangen, dass sich das Muster faktisch bereits außerhalb der Ausschreibung bewegte. Heinkels drittes Versuchsmuster He 60 b (W.Nr. 418, D-2325) hatte im August 1932 seinen Erstflug absolviert und war im September 1932 an die E-Stelle (See) übergeben worden. Nur kurze Zeit flogen damit die Entwürfe von Focke-Wulf und Heinkel beide bei der E-Stelle, bevor diese die Erprobung abschloss und sich für eine Beschaffung der He 60 aussprach.

## Technische Daten
| Kenngröße                                | Daten |
| ---------------------------------------- | --- |
| Besatzung                                | 2 |
| Spannweite                               | 13,00 m |
| Länge                                    | 11,50 m |
| max. Startmasse                          | 3400 kg |
| Antrieb                                  | ein wassergekühlter Zwölfzylinder-Viertakt-V-Motor BMW VI 6,0 ZU                                                    |
| Startleistung Nennleistung Dauerleistung | 660 PS (485 kW) bei 1650/min 590 PS (434 kW) bei 1590/min in 1000 m Höhe 520 PS (382 kW) bei 1505/min in 700 m Höhe |
| Höchstgeschwindigkeit                    | 250 km/h |
| Marschgeschwindigkeit                    | 210 km/h |
| Landegeschwindigkeit                     | 80 km/h |
| Dienstgipfelhöhe                         | 3500 m |
| Reichweite                               | 800 km |